# Болото (Москва)
Боло́то — местность в Москве; низменность напротив Кремля между правым берегом Москвы-реки и её старицей (ныне Водоотводным каналом). До 2-й половины XVIII века из-за низких берегов эта местность затоплялась во время дождей и весеннего половодья, и действительно представляла собой болото. К осушению болота привело строительство Водоотводного канала в 1783—1786 годах.
В старину здесь устраивались кулачные бои, на которые приезжал смотреть царь, а в XVII—XVIII веках Болото было местом публичных казней. 10 января (21 января по новому стилю) 1775 года  здесь были казнены Емельян Пугачёв и его сподвижники. После осушения, с конца XVIII века, и вплоть до революции в 1917 году Болото было крупнейшим торговым центром Москвы. После революции лавки переоборудовались в склады. В 1946—1948 годах, к 800-летию Москвы, на Болоте был разбит сквер с фонтаном и цветниками по проекту архитектора В. И. Долганова. Предполагалось, что всё пространство между Москвой-рекой и Водоотводным каналом будет освобождено от зданий и с Кремлёвского холма откроется живописный вид на Замоскворечье.
Название «Болото» известно с конца XV века. При первом упоминании в 1488 году это местность на левом берегу: «Загореся на посаде у Москвы церковь Благовещение на Болоте древяная». В 1514 году «князь великий заложил церковь камену святого Ивана усекновения главы за Москвой рекой за Болотом во граде Москве». Память об этой местности сохранилась в названиях московских улиц: Болотные улица, площадь и набережная.